# 1999 (album Joeya Badassa)
1999 – debiutancki mixtape amerykańskiego rapera Joeya Badassa, członka formacji Pro Era wydany nakładem własnym 12 czerwca 2012 roku. Płyta zawiera oryginalne beaty wyprodukowane między innymi przez takich producentów jak Chuck Strangers czy Statik Selektah, jak również stare podkłady wyprodukowane przez MF DOOMa, J Dillę, Lorda Finesse Lewisa Parkera i innych. Gościnnie na albumie znaleźli się również członkowie kolektywu Pro Era.
Do 1999 zrealizowano teledyski do utworów „Hardknock”, „Survival Tactics”, FromdaTomb$" oraz „Waves”, a muzycznie cały album w głównej mierze opiera się na samplingu.

## Lista utworów
| Nr  | Tytuł utworu                                 | Producent       | Długość |
| --- | -------------------------------------------- | --------------- | ------- |
| 1.  | „Summer Knights”                             | Chuck Strangers | 1:56    |
| 2.  | „Waves”                                      | Freddie Joachim | 3:32    |
| 3.  | „FromdaTomb$” (gościnnie Chuck Strangers)    | Chuck Strangers | 3:25    |
| 4.  | „Survival Tactics” (gościnnie Capital Steez) | Vin Skully      | 3:23    |
| 5.  | „Killuminati” (gościnnie Capital Steez)      | Knxwledge       | 2:34    |
| 6.  | „Hardknock” (gościnnie CJ Fly)               | Lewis Parker    | 5:18    |
| 7.  | „World Domination”                           | MF Doom         | 2:43    |
| 8.  | „Pennyroyal”                                 | MF DOOM         | 2:50    |
| 9.  | „Funky Ho'$”                                 | Lord Finesse    | 4:29    |
| 10. | „Daily Routine”                              | Chuck Strangers | 2:58    |
| 11. | „Snakes” (gościnnie T'Nah Apex)              | J Dilla         | 4:19    |
| 12. | „Don't Front” (gościnnie CJ Fly)             | Statik Selektah | 4:22    |
| 13. | „Righteous Minds”                            | Bruce LeeKix    | 3:44    |
| 14. | „Where It'$ At?” (gościnnie Kirk Knight)     | J Dilla         | 4:09    |
| 15. | „Suspect” (gościnnie Pro Era)                | Chuck Strangers | 11:47   |
|     |                                              |                 | 1:01:29 |